# Parotis zambesalis
Parotis zambesalis là một loài bướm đêm trong họ Crambidae.